# Vierde Divisie
La Vierde Divisie (en español: Cuarta División) (hasta 2022 Hoofdklasse) es una competición de fútbol dentro de los Países Bajos. Es equivalente a la tercera división del fútbol aficionado de dicho país y la quinta en la pirámide del fútbol neerlandés.
Desde su fundación (en 1974 para los clubes dominicales, en 1996 para los clubes sabatinos) hasta la temporada 2009/10 inclusive, esta categoría nacional fue el nivel amateur más alto. En 2010/11, el Topklasse (rebautizado como Derde Divisie en 2016/17 ) se colocó por encima y se convirtió en el cuarto nivel, mientras que a partir de 2016 se reintrodujo la Tweede Divisie y el Hoofdklasse se convirtió en el quinto nivel del fútbol holandés. A partir de 2022, se eliminará el nombre Hoofdklasse y la competición se conocerá como Vierde Divisie. Desde la temporada 2023/24, ya no existe separación entre los clubes del sábado y del domingo.

## Formato de competición
A partir de la temporada 2023/2024 habrá cuatro grupos (A, B, C y D) con dieciséis equipos cada uno, sin ya separación entre clubes del sábado y del domingo. Por lo general, los partidos se juegan el sábado por la tarde. Un partido entre dos equipos dominicales suele terminar el domingo por la tarde.
- Los campeones de grupo ascienden a Derde Divisie. Los campeones de cada vuelta (tres por grupo) juegan con los clasificados 15 y 16 de Tercera División A y B en el play-off por dos plazas en Tercera División.
- Los clasificados 15 y 16 descienden directamente a Eerste Klasse. Los clasificados 13 y 14 compiten en los play-offs con los campeones de cada vuelta de Eerste klasse (tres por grupo) para un total de ocho plazas en Vierde Divisie.

## Clubes participantes 2023-24

### Grupo A
| Club                | Ciudad              | Estadio                   | Día de partido |
| ------------------- | ------------------- | ------------------------- | -------------- |
| AFC '34             | Alkmaar             | Robonsbosweg              | domingo        |
| Ajax (amateurs)     | Amsterdam           | De Toekomst               | sábado         |
| Alphense Boys       | Alphen aan den Rijn | De Bijlen                 | sábado         |
| ARC                 | Alphen aan den Rijn | Zegersloot                | sábado*        |
| BOL                 | Broek op Langedijk  | Het Bolwerk               | sábado*        |
| DHSC                | Utrecht             | Wesley Sneijder           | sábado         |
| HBC                 | Heemstede           | HBC Sportpark de Toekomst | domingo        |
| HVV Hollandia       | Hoorn               | Julianapark               | domingo        |
| VV Hoogland         | Hoogland            | Langenoord                | domingo        |
| SV Huizen           | Huizen              | De Wolfskamer             | sábado*        |
| JOS Watergraafsmeer | Amsterdam           | Drieburg                  | sábado         |
| VPV Purmersteijn    | Purmerend           | Purmersteijn              | domingo        |
| SJC                 | Noordwijk           | Lageweg                   | domingo        |
| AVV Swift           | Amsterdam           | Olympiaplein              | sábado         |
| Ter Leede           | Sassenheim          | De Roodemolen             | sábado*        |
| WV-HEDW             | Amsterdam           | Middenmeer                | sábado*        |

* Principales clubs de sábado siempre juegan sus partidos el sábado.

### Grupo B
| Club              | Ciudad              | Estadio               | Día de partido |
| ----------------- | ------------------- | --------------------- | -------------- |
| ASWH              | Hendrik-Ido-Ambacht | Schildman             | sábado*        |
| vv Capelle        | Capelle a/d IJssel  | 't Slot               | sábado*        |
| DSO               | Zoetermeer          | Sportcomplex Bentwoud | sábado*        |
| SC Feyenoord      | Rotterdam           | Varkenoord            | sábado         |
| FC 's-Gravenzande | 's-Gravenzande      | Juliana Sportpark     | sábado*        |
| HBS Craeyenhout   | Den Haag            | Daal en Bergselaan    | domingo        |
| VV Heerjansdam    | Heerjansdam         | De Molenwei           | sábado*        |
| LRC               | Leerdam             | Glaspark              | sábado*        |
| VV Nieuwenhoorn   | Nieuwenhoorn        | VV Nieuwenhoorn       | sábado         |
| SV Poortugaal     | Poortugaal          | Polder Albrandswaard  | sábado         |
| RKAVV             | Leidschendam        | Kastelenring          | sábado         |
| RVVH              | Ridderkerk          | Ridderkerk            | sábado*        |
| VV Smitshoek      | Barendrecht         | Smitshoek             | sábado*        |
| VOC               | Rotterdam           | Hazelaarweg           | domingo        |
| RKVV Westlandia   | Naaldwijk           | De Hoge Bomen         | domingo        |
| VV Zwaluwen       | Vlaardingen         | Zwaluwenlaan          | sábado*        |

* Principales clubs de sábado siempre juegan sus partidos el sábado.

### Grupo C
| Club             | Ciudad     | Estadio         | Día de partido |
| ---------------- | ---------- | --------------- | -------------- |
| Achilles Veen    | Veen       | De Hanen Weide  | sábado*        |
| Best Vooruit     | Best       | De Leemkuilen   | domingo        |
| VV Dongen        | Dongen     | De Biezen       | domingo        |
| EVV              | Echt       | "In de Bandert" | domingo        |
| VV GOES          | Goes       | Het Schenge     | sábado         |
| RKSV Halsteren   | Halsteren  | De Beek         | domingo        |
| HVCH             | Heesch     | De Braaken      | domingo        |
| SV Juliana '31   | Malden     | De Broeklanden  | domingo        |
| SC Kruisland     | Kruisland  | 't Hoogje       | domingo        |
| RKSV Nemelaer    | Haaren     | De Walzaad      | domingo        |
| RKSV Nuenen      | Nuenen     | Oude Landen     | domingo        |
| SV Orion         | Nijmegen   | Mariënbosch     | domingo        |
| UDI '19          | Uden       | Parkzicht       | domingo        |
| Unitas '30       | Etten-Leur | De Lage Banken  | domingo        |
| SV Venray        | Venray     | De Wieën        | sábado         |
| RKSV Wittenhorst | Horst      | Ter Horst       | domingo        |

* Principales clubs de sábado siempre juegan sus partidos el sábado.

### Grupo D
| Club            | Ciudad        | Estadio           | Día de partido |
| --------------- | ------------- | ----------------- | -------------- |
| AZSV            | Aalten        | Villekamp         | sábado*        |
| VV Berkum       | Zwolle        | De Vegtlust       | sábado*        |
| Be Quick 1887   | Haren         | Stadion Esserberg | Zondag         |
| VV Buitenpost   | Buitenpost    | De Swadde         | sábado         |
| DETO            | Vriezenveen   | Het Midden        | sábado*        |
| Excelsior '31   | Rijssen       | De Koerbelt       | sábado*        |
| VV Heino        | Heino         | De Kampen         | domingo        |
| Longa '30       | Lichtenvoorde | De Treffer        | domingo        |
| MASV            | Arnhem        | Malburgen-West    | domingo        |
| VV Pelikaan-S   | Oostwold      | Oostwold          | sábado*        |
| Quick '20       | Oldenzaal     | Vondersweijde     | sábado         |
| Rohda Raalte    | Raalte        | Tijenraan         | domingo        |
| SDV Barneveld   | Barneveld     | Norschoten        | sábado*        |
| VV Scherpenzeel | Scherpenzeel  | De Bree-Oost      | sábado         |
| TVC '28         | Tubbergen     | De Grote Moat     | domingo        |
| VVOG            | Harderwijk    | De Strokel        | sábado         |

* Principales clubs de sábado siempre juegan sus partidos el sábado.